# Kleinitzer Almbach
Der Kleinitzer Almbach ist ein Bach in der Gemeinde Hopfgarten in Defereggen (Bezirk Lienz). Der Bach entspringt nördlich der Kleinitzer Lenke in den Villgratner Bergen und mündet gegenüber der Ortschaft Plon in die Schwarzach.

## Verlauf
Der Kleinitzer Almbach entspringt im Talschluss zwischen der Hochwand im Südwesten, der Kleinitzer Lenke im Süden und der Röte im Südosten. Er speist sich in alpinem Gelände aus mehreren Quellbächen und fließt in der Folge nach Norden, wo er ostseitig den Plöss passiert und kurzfristig durch bewaldetes Gebiet fließt. In rund 1800 Metern Seehöhe passiert der Kleinitzer Almbach die Almflächen der Kleinitzalm, wo er sich nach Osten wendet und in der Folge eine bewaldete Schlucht hinabstürzt. Im Unterlauf verläuft der Kleinitzer Almbach nach Nordosten und durchfließt den Ploner Wald. Kurz nach Eintritt in das Defereggental mündet der Kleinitzer Almbach beim Schmittenkirchl gegenüber der Ortschaft Plon in die Schwarzach.